# Kníže Igor (opera)
Kníže Igor (Князь Игорь) je opera o čtyřech dějstvích, kterou napsal Alexandr Porfirjevič Borodin na námět historického eposu Slovo o pluku Igorově. Borodin toto své životní dílo psal osmnáct let a zemřel před jeho dokončením. Definitivní podobu opeře dali podle poznámek z autorovy pozůstalosti Nikolaj Andrejevič Rimskij-Korsakov a Alexandr Konstantinovič Glazunov. Premiéra se konala 4. listopadu 1890 v Mariinském divadle v Petrohradu s Ivanem Melnikovem v titulní roli. V roce 1899 byla opera uvedena v Praze, šlo o první představení mimo Rusko.

## Děj
Příběh se odehrává v roce 1185 ve městě Putyvl a nedalekém táboře Polovců. Kníže Igor Svjatoslavič se chystá na válečnou výpravu proti poloveckým nájezdníkům. Jaroslavna, jeho žena, ho od ní zrazuje s poukazem na zatmění Slunce, které je špatným znamením. Igorovo vojsko je skutečně poraženo a kníže se svým synem Vladimírem upadnou do poloveckého zajetí. Spřátelí se s poloveckým vojákem Ovlurem, který je křesťanského vyznání a proto umožní Igorovi uprchnout zpátky do Putyvli. Vladimír se však k němu nepřidá, protože se zamiloval do polovecké princezny.

## Postavy
- Kníže Igor Svjatoslavič (baryton)
- Kněžna Jaroslavna (soprán)
- Vladimír Igorovič, syn knížete (tenor)
- Vladimír Jaroslavič, bratr kněžny (bas)
- Končak, náčelník Polovců (bas)
- Končakovna, jeho dcera (kontraalt)
- Ovlur (tenor)
- Skula (bas)
- Jeroška (tenor)

## Seznam árií
- Солнцу красному слава!
- Только б мне дождаться чести
- Ой, лихонько
- Что у князя Володимира
- Немало времени прошло с тех пор
- Мужайся, княгиня
- Нам, княгиня, не впервые
- Меркнет свет дневной
- Медленно день угасал
- Ни сна, ни отдыха измученной душе
- Здоров ли, князь?
- Улетай на крыльях ветра
- Ах, плачу я
- Ох, не буйный ветер завывал
- Знать, Господь мольбы услышал

Nejznámějším motivem z opery jsou Polovecké tance (Половецкие пляски), známé také podle úvodního verše pod názvem Улетай на крыльях ветра; často se hrají také v symfonické podobě, Sergej Ďagilev podle nich zinscenoval balet. Melodii použil v padesátých letech Tony Bennett ve svém hitu Stranger in Paradise, v roce 1997 vytvořil Warren G hip hopovou předělávku Poloveckých tanců, v níž zpívá sólo Sissel Kyrkjebø.